# Lijst van rivieren in Indiana
Dit is een lijst van rivieren in Indiana.

## Alfabetisch
- Anderson River
- Black River
- Big Blue River
- Blue River
- Cedar Creek
- Deep River
- Driftwood River
- Eel River (Cass/Miami/Wabash/Kosciusko/Whitley/Allen Counties)
- Eel River (Greene/Owen/Clay/Putnam/Parke Counties)
- Elkhart River
- Fall River
- Fawn River
- Flatrock Creek
- Flatrock River
- Grand Calumet River
- Galena River
- Iroquois River
- Kankakee River
- Little Blue River
- Little Blue River
- Little Calumet River
- Little Elkhart River
- Little Flatrock River
- Little Kankakee River
- Little Pigeon River
- Little River ook bekend als Little Wabash River
- Little Vermilion River
- Maumee River
- Mississinewa River
- Muscatatuck River
- Ohio River
- Patoka River
- Pigeon River ook bekend als Pigeon Creek, Turkey Creek
  - Pigeon River ook bekend als Pigeon Creek
- St. Joseph River (zijrivier van Maumee River)
- St. Joseph River (Lake Michigan)
- St. Marys River (zijrivier van Maumee River)
- Salamonie River
- Sand River
- Sugar Creek
- Sugar River ook bekend als Sugar Creek, Rock River
- Tippecanoe River
- Vermilion River
- Wabash River
- White River
- Whitewater River
- Wildcat River ook bekend als Wildcat Creek
- Yellow River

## Op zijrivier

### Lake Erie
- Maumee River
  - St. Marys River
  - St. Joseph River
    - Cedar Creek

### Lake Michigan
- Galena River, wordt de Galien River in Michigan
- Grand Calumet River (door de Indiana Harbor en Ship Canal en de Calumet River in Illinois)
- Little Calumet River (door de Indiana Harbor and Ship Canal en de Calumet River in Illinois)
  - Deep River
- Pigeon River
- St. Joseph River (Lake Michigan)
  - Fawn River
  - Elkhart River
  - Little Elkhart River

### Mississippi River
- Iroquois River
- Kankakee River
  - Yellow River
  - Little Kankakee River
- Ohio River
  - Pigeon River ook bekend als Pigeon Creek
  - Little Pigeon River ook bekend als  Little Pigeon Creek
  - Anderson River
  - Little Blue River
  - Blue River
  - Whitewater River
- Wabash River
  - Black River
  - Patoka River
  - White River
    - Eel River
    - Flatrock River
      - Little Flatrock River
      - Driftwood River
        - Sugar Creek
        - Big Blue River
          - Little Blue River

    - Muscatatuck River

  - Sugar River ook bekend als Sugar Creek, Rock River
  - Little Vermilion River
  - Vermilion River
  - Wildcat River
  - Tippecanoe River
  - Eel River
  - Mississinewa River
  - Salamonie River
  - Little River ook bekend als Little Wabash River

### Overig
- Fall River
- Sand River

Alabama · Alaska · Arizona · Arkansas ·  Californië · Colorado · Connecticut · Delaware · Florida · Georgia · Hawaï · Idaho ·  Illinois · Indiana · Iowa · Kansas · Kentucky · Louisiana · Maine · Maryland · Massachusetts · Michigan · Minnesota · Mississippi · Missouri · Montana · Nebraska · Nevada · New Hampshire · New Jersey · New Mexico · New York ·  North Carolina · North Dakota · Ohio · Oklahoma · Oregon · Pennsylvania · Rhode Island · South Carolina · South Dakota · Tennessee · Texas · Utah · Vermont · Virginia · Washington (staat) · Washington D.C. · West Virginia · Wisconsin · Wyoming